# Premià de Mar
Premià de Mar település Spanyolországban, Barcelona tartományban. Lakosainak száma 28 951 fő (2024).

## Földrajza
Premià de Mar Premià de Dalt, Vilassar de Mar, El Masnou és Teià községekkel határos.

## Megközelítése
A település Barcelona felől a Barcelona–Mataró–Maçanet-Massanes-vasútvonalon közelíthető meg a RENFE/Rodalies de Catalunya R1 elővárosi járataival.

## A város híres szülöttei
- 1929 – Antoni Gutiérrez politikus
- 1980 – Naím Thomas énekes
- 1980 – Gervasio Deferr atléta
- 1993 – Mariano Díaz labdarúgó
- 1994 – Gisela Pulido

## Népesség
A település lakosságának változását az alábbi diagram mutatja:
| Lakosok száma | 1290 | 2924 | 3995 | 6903 | 22 740 | 27 653 | 27 802 | 28 163 | 28 119 | 28 951 |
|               | 1857 | 1910 | 1945 | 1965 | 1991   | 2005   | 2010   | 2014   | 2019   | 2024   |